# Greg Osby
Greg Osby, född 3 augusti 1960 i Saint Louis, Missouri, är en amerikansk jazzsaxofonist som i huvudsak spelar inom stilarna frijazz, free funk och M-Base.
Osby studerade vid Berklee College of Music. Han spelade på Jack DeJohnettes Special Edition och har även spelat in skivor med Steve Coleman, Jim Hall och Andrew Hill. Osby började spela in album under sitt eget namn för JMT Records under 1980-talet, men hans mest kända insats har varit för ett flertal skivor för Blue Note. Precis som Coleman gillar även Osby att utforska nya, färska talanger och ge musiker en chans att växa inom hans eget band. Han var ansvarig för att ge exponering till den unga pianisten Jason Moran, som deltog på ett av Osbys 1990-tals album (inklusive livealbumet Banned in New York och ett experiment med att lägga till en stråkkvartett till bandet, Symbols of Light).
Osby har medverkat i hyllningen av Miles Davis 1970-tals jazz fusion framförd av Henry Kaiser och Wadada Leo Smiths grupp "Yo Miles". The Village Voice-kritikern Francis Davis skrev om deras dubbelalbum Upriver, "Greg Osby superimposes his own brand of rhythmic complexity (one fully worthy of Wayne Shorter) on the rhythm section's static vamps every time he steps forward."
År 2003 turnerade Osby med The Dead, som är en återförening av Grateful Dead, för en nordamerikansk turné. Han har också vid flera olika tillfällen spelat med Phil Lesh and Friends.

## Diskografi
- 1987 – Greg Osby and Sound Theater (JMT)
- 1988 – Mind Games (JMT)
- 1989 – Season of Renewal (JMT)
- 1990 – Man-Talk for Moderns, Vol. X (Blue Note)
- 1993 – 3-D Lifestyles (Blue Note)
- 1995 – Black Book (Blue Note)
- 1996 – Art Forum (Blue Note)
- 1997 – Further Ado (Blue Note)
- 1998 – Zero (Blue Note)
- 1998 – Banned in New York (Blue Note)
- 2000 – The Invisible Hand (Blue Note)
- 2001 – Symbols of Light (A Solution) (Blue Note)
- 2002 – Inner Circle (Blue Note)
- 2003 – St. Louis Shoes (Blue Note)
- 2004 – Public (Blue Note)
- 2005 – Channel Three (Blue Note)
- 2008 – 9 Levels (Inner Circle)